# Lương phi (Khang Hy)
Lương phi Vệ thị (chữ Hán: 良妃衛氏; 1661 - 29 tháng 12 năm 1711), nguyên Giác Nhĩ Sát thị (覺爾察氏), Chính Hoàng kỳ Bao y, là một phi tần của Thanh Thánh Tổ Khang Hi Hoàng đế.
Bà là mẹ của Hoàng bát tử Dận Tự, con trai thứ 8 của Khang Hi Đế, người đứng đầu tranh chấp hoàng vị với Thanh Thế Tông Ung Chính Đế. Bà hay bị nhầm thành người Hán do họ 「"Vệ thị"」, hơn nữa còn bị hiểu là đê tiện vì xuất thân từ Tân Giả khố. Tuy nhiên bà là người Mãn Châu gốc, xuất thân dòng dõi gia tộc có trong Nội vụ phủ Bao y lâu đời.

## Xuất thân
Lương phi Vệ thị nguyên là Giác Nhĩ Sát thị (覺爾察氏), cũng gọi Giác Thiền thị (覺禪氏), sinh khoảng năm Thuận Trị thứ 18 (1661), tên Song Tỷ (双姐), xuất thân từ Chính Hoàng kỳ Bao y, thuộc "Đệ tam Tham lĩnh" (第三參領), tương ứng "Đệ thất Quản lĩnh" (第七管領), thuộc Tân Giả khố (辛者库) của Nội vụ phủ. Bà là con gái của Chính ngũ phẩm Nội Quản lĩnh A Bố Nãi (阿布鼐). Gia tộc của Lương phi vốn cư trú ở Phật A Lạp (佛阿拉; nay là Tân Tân, Phủ Thuận, tỉnh Liêu Ninh), tổ tiên là Hồ Trụ (瑚柱), sau đó vào năm Thiên Thông thời Hoàng Thái Cực thì được chỉ định phân vào Bao y, nhiều thế hệ nhậm Thiện phòng Tổng quản (膳房總管) cùng Nội Quản lĩnh (內管領), có thế lực ở Nội vụ phủ. Tằng tổ phụ Đô Lăng Ngạch (都楞额), nhậm "Nội Quản lĩnh", sinh ra Đô Nhĩ Bách (都尔柏) cùng cha bà là A Bố Nãi, khi đó Đô Nhĩ Bách thế chức Nội Quản lĩnh, còn A Bố Nãi chỉ là Thiện phòng Tổng quản, sau thế chức Nội Quản lĩnh. Anh trai của Lương phi là Cát Đạt Hồn (噶達渾), từng nhậm Nội vụ phủ Tổng quản, về sau làm Tá lĩnh ở Thịnh Kinh, đem gia tộc nhập Mãn Châu Chính Lam kỳ, thoát khỏi Bao y.
Bởi vì đủ loại nguyên nhân, đặc biệt là câu chỉ trích 「"Dận Tự là do tiện phụ Tân Giả khố sinh ra"」 bởi chính Khang Hi Đế, mà rất nhiều người cho rằng gia tộc của Lương phi cực kém, xuất thân Tân Giả khố bần tiện, thậm chí còn cho rằng nguyên bản gia tộc phú quý, sau bị tội mà sung vào Tân Giả khố. Cái gọi là "Tân Giả khố", Mãn ngữ kêu Hồ Thác Hòa (浑托和), ý là "Nửa Tá lĩnh", ám chỉ đến Bao y Nội Quản lĩnh, là xuất thân rất bình thường của người giai cấp Bao y. Giải thích một chút, Tân Giả khố cũng như Bao y Tá lĩnh, trọng trách chăm sóc việc hậu cần của Hoàng thất. Trong hệ thống quan chế, Nội Quản lĩnh thuộc hàng Chính ngũ phẩm, quản lý Tân Giả khố. Nội Quản lĩnh tương ứng Thượng Tam kỳ Tân Giả khố (上三旗辛者库), phục vụ Hoàng thất, mà phủ đệ của Vương công cũng có cái chức Quản lĩnh này, gọi là Hạ Ngũ kỳ Tân Giả khố (下五旗辛者库), chuyên phục vụ cho gia đình của Vương công. Hệ thống Tân Giả khố, cũng như Bao y, đôi khi có những người bị hoạch tội mà sung vào, tuy nhiên thì đại đa số vẫn là Bao y bình thường. Theo học giả Đỗ Gia Ký (杜家骥), Tân Giả khố tuyệt nhiên là người Bao y bình thường chiếm đa số, rất ít trong đó là tội nhân, hơn nữa người từ Tân Giả khố vào triều làm quan không hiếm, có thể đến cả Đại học sĩ như Bách Linh (百龄) của Hán quân Chính Hoàng kỳ. 
Tuy nhiên, có một sự thật là vì sao từ 「"Giác Thiền thị"」 mà Lương phi phải bị phiên thành Vệ thị, vẫn là nghi vấn. Có cách lý giải theo các lão sư chuyên nghiên cứu tên họ người Mãn cho rằng, người gia đình Mãn nào cũng thường có họ theo kiểu Hán (thường liên quan về nghĩa) để gọi cho thuận tiện, nhất là khi vào cung viết Sách văn. Do đó rất có thể họ 「"Vệ thị"」 của Lương phi chỉ là cách gọi Hán hóa mà thôi. Trường hợp này có thể kể đến Đích Phúc tấn Thạch thị của Phế Thái tử Dận Nhưng, dòng họ của bà vốn là "Qua Nhĩ Giai thị", khi gia tộc được phân vào Hán Quân Bát kỳ nên đổi theo họ Hán. Cái gọi "Qua Nhĩ Giai" có nghĩa là bức tường, liên hệ với "Thạch" nên có họ như vậy.

## Đại Thanh tần phi

### Cung nữ tấn phong
Căn cứ theo hồ sơ Quất Huyền Nhã (橘玄雅) khảo được từ Lục đầu bài đương (绿头牌档), vào năm Khang Hi thứ 14 (1675), Khang Hi Đế lệnh cho Nội vụ phủ tuyển chọn Bao y Tú nữ, một Tú nữ [Giác Thiền thị], tên [Song Tỷ] được chọn vào cung đương làm Cung nữ tử. Năm ấy bà 14 tuổi. Bà vào cung cùng với Hiếu Cung Nhân Hoàng hậu Ô Nhã thị và Vạn Lưu Ha thị, tức Định phi.
Dưới chế độ nhà Thanh, các nữ tử từ Nội vụ phủ Bao y đều như nhau trải qua tuyển chọn gay gắt để vào cung làm Cung nữ tử, đến lúc này thì không còn dựa vào gia thế nữa, mà cơ bản là bản thân của người đó phải có biểu hiện tốt, thì mới được phân vào các công việc tốt nhất như hầu cận chủ tử tần phi. Vào thời Thanh, Hoàng đế không có Cung nữ tử bên cạnh thị hầu mà chỉ có Thái giám, như bản thân Khang Hi Đế trong Đình huấn cách ngôn (庭训格言) có nói:「"Vào thời Minh triều, trong cung cung nữ có mấy nghìn người, tiền son phấn phải đến trăm vạn. Nay Trẫm định trong cung Sử nữ có 300 người. Những người chưa hầu cận Trẫm, tuổi khi 30, ra cung về với nhà mẹ, lệnh hôn phối"」. Sách Cung nữ đàm vãn lục (宫女谈往录) cũng ghi lại, Thanh triều cung chế nghiêm ngặt, Cung nữ tử cũng không được tùy tiện rời khỏi cung điện mà mình phục vụ. Tình hình này có thể thấy rằng, Giác Thiền thị có thể được Khang Hi Đế sủng hạnh, chính là cơ bản bà phải được sai việc hầu cận chủ tử trong cung, như vậy thì bản thân bà phải có tướng mạo và giỏi việc hầu hạ nhất định, sau đó vì dung mạo và trình độ mới được Khang Hi Đế ngẫu nhiên sủng hạnh.
Năm Khang Hi thứ 20 (1681), ngày 10 tháng 2, cung nhân Giác Thiền thị sinh hạ Hoàng bát tử Dận Tự. Do thân phận không được xem là tần phi chính thức của Giác Thiền thị, nên Dận Tự được Khang Hi Đế giao cho Huệ phi Nạp Lạt thị nuôi dưỡng. Năm thứ 35 (1696), Dận Tự đã 16 tuổi, tùy giá Khang Hi Đế xuất chinh Cát Nhĩ Đan. Năm thứ 37 (1698), Dận Tự lúc 18 tuổi được phong Bối lặc, là một trong những Hoàng tử trẻ được phong tước sớm nhất của Khang Hi Đế. Năm thứ 39 (1700), tháng 12, lấy Nội các Học sĩ Tịch Cáp Nạt (席哈纳) cầm Tiết, cầm sách bảo, sách phong cung nhân Giác Thiền thị, sách văn đổi gọi [Vệ thị], làm Lương tần (良嫔). Chữ "Lương" có trong "Trung lương", "Thiện lương", là một mỹ tự rất đẹp đối với Hán ngữ cùng Mãn ngữ.
Sách văn viết:
| “                    | 朕惟协赞坤仪，用备宫闱之职；佐宣内治，尤资端淑之贤。爰考旧章，式隆新秩，尔卫氏德蕴温柔，性娴礼教，位在掖庭之列，克著音徽，礼昭典册之荣，宜加宠锡。兹仰承皇太后慈谕，册尔为良嫔。尔其益修妇德，矢勤慎以翼宫闱；永佩纶言，副恩光而绵庆祉。钦哉。 . Trẫm duy hiệp tán khôn nghi, dụng bị cung vi chi chức; tá tuyên nội trị, vưu tư đoan thục chi hiền. Viên khảo cựu chương, thức long tân trật. Nhĩ Vệ thị, đức uẩn ôn nhu, tính nhàn lễ giáo, vị tại dịch đình chi liệt, khắc trứ âm huy, lễ chiêu điển sách chi vinh, nghi gia sủng tích. Tư ngưỡng thừa Hoàng thái hậu từ dụ, sách nhĩ vi Lương tần. Nhĩ kỳ ích tu phụ đức, thỉ cần thận dĩ dực cung vi; vĩnh bội luân ngôn, phó ân quang nhi miên khánh chỉ. Khâm tai. | ” |
| — Sách văn Lương tần | |   |

### Qua đời phong Phi
Năm Khang Hi thứ 50 (1711), ngày 20 tháng 11 (tức ngày 29 tháng 12 dương lịch), Vệ thị qua đời, khoảng 50 tuổi, khi ấy bà đã được gọi là 「Lương phi; 良妃」. Lễ an táng của bà đồng cấp với Bình phi Hách Xá Lý thị, em gái Hiếu Thành Nhân hoàng hậu. Đến ngày hạ táng, Khang Hi Đế đích thân đến viếng tang linh cữu của bà và tế rượu.
Sách tế văn sơ kì của Lương phi:
「礼重宫闱，内职恒嘉，夫赞助典崇，褒恤彝章，备著其哀荣，惟芬苾之是陈，斯轸怀之聿展。 尔良妃卫氏，禔躬婉顺，赋性柔嘉，矩薙无违，允表珩璜之□，敬恭自矢，克彰褕翟之休。 念久备乎嫔行，爰优加夫妃号，方期永绵福祉，何意遽告沦殂。载设几筵，用申醊奠。 于戏，穗帐徒悬，慨芳规之不再；恩纶丕焕，俾令问之长垂，灵其有知，尚克歆享。」
.
Lễ trọng cung vi, nội chức hằng gia, phu tán trợ điển sùng, bao tuất di chương, bị trứ kỳ ai vinh, duy phân bật chi thị trần, tư chẩn hoài chi duật triển. 
Nhĩ Lương phi Vệ thị, đề cung uyển thuận, phú tính nhu gia, củ thế vô vi, duẫn biểu hành hoàng chi □, kính cung tự thỉ, khắc chương du địch chi hưu. Niệm cửu bị hồ Tần hành, viên ưu gia phu Phi hào, phương kỳ vĩnh miên phúc chỉ, hà ý cự cáo luân tồ. Tái thiết kỉ diên, dụng thân chuyết điện. Vu hí, tuệ trướng đồ huyền, khái phương quy chi bất tái; ân luân phi hoán, tỉ lệnh vấn chi trường thùy, linh kỳ hữu tri, thượng khắc hâm hưởng.
Năm Khang Hi thứ 52 (1713), ngày 17 tháng 2, quan tài của Vệ thị được an táng vào Phi viên tẩm của Thanh Cảnh lăng, Thanh Đông lăng.

## Tương quan
Đến nay, vẫn không tìm ra được chỉ dụ tấn phong Giác Thiền thị làm Lương phi. Căn cứ "Hoàng thất ngọc điệp" (皇室玉牒) hoàn thành năm Khang Hi thứ 45 (1706), lúc này Giác Thiền thị vẫn như cũ được gọi "Lương tần", nên thời gian phong Phi của bà thu nhỏ từ năm Khang Hi thứ 46 trở đi đến Khang Hi thứ 50, lúc bà qua đời. Lại rồi xem xét Thanh Thánh Tổ thực lục (清聖祖實錄), trong thời gian từ năm 46 đến năm thứ 50, không hề có một đại phong hậu cung, nên rất có thể Giác Thiền thị là đơn độc phong Phi. Tuy nhiên, có một khả năng rằng Lương phi được tấn phong lúc đang bị bệnh. Loại việc này thì Khang Hi Đế không phải chưa từng làm, như Hiếu Ý Nhân Hoàng hậu được lập Hậu khi sắp mất, ý muốn lấy vinh diệu mà song hỉ. Điều này chứng minh trong từ ngữ Tế văn của bà, ghi rằng:「"Niệm cửu bị hồ tần hành, viên ưu gia phu Phi hào, phương kỳ vĩnh miên phúc chỉ, hà ý cự cáo luân tồ"」. Dù là bị bệnh mới phong, nhưng cơ bản thì Giác Thiền thị cũng được đơn độc phong Phi, loại này ân huệ đối với thời Thanh khá có ý nghĩa, vì hậu cung tấn phong rất ít khi đơn độc, mà đều phải tấn phong cùng một đợt cả.
Câu chuyện về Lương phi được đồn đoán rất nhiều, cũng bởi vì Khang Hi Đế đích thân chỉ trích 「"Dận Tự là do tiện phụ Tân Giả khố sinh ra"」, mà hình ảnh Lương phi trong tiềm thức những người biết đến chuyện hậu cung thời Khang Hi liền được tô vẽ thành một nữ tử có xuất thân thấp kém, mà xuất thân thấp kém có thể đến được sủng ái, tự nhiên cũng được ngầm hiểu thành có lẽ bà là một người rất xinh đẹp. Cũng cứ như vậy, Lương phi Vệ thị thời Khang Hi được truyền tụng rằng có tư sắc diễm lệ, dịu dàng và thông minh. Sách Thanh đại Thập tam triều cung đình bí sử (清代十三朝宫闱秘史), có nói rằng Lương phi của Khang Hi Đế là 「"Mỹ diễm quan nhất cung, sủng hạnh vô bỉ"; 美艳冠一宫，宠幸无比」, lại còn có cách nói Lương phi có mùi hương kì lạ, tẩy đi không hết, đến cả nước bọt cũng có hương khí.
Dù chỉ sinh được duy nhất một Hoàng tử, lại xuất thân từ Tân Giả khố, nhưng Giác Thiền thị từng bước được phong Phi đã luôn là đề tài bàn luận không chỉ các sử gia mà cũng gợi cảm hứng cho nhiều tiểu thuyết. Trong phim và tiểu thuyết Tịch mịch không đình xuân dục vãn, Giác Thiền thị được hư cấu hóa là con gái của Sát Cáp Nhĩ Thân vương A Bố Nãi của Giác Nhĩ Sát thị, dòng dõi quý tộc Mông Cổ, có âm mưu phản lại triều Thanh nên bị xử tử. Một điều trùng hợp là A Bố Nãi cha của Lương phi cùng Sát Cáp Nhĩ Thân vương đều cùng tên và cùng thị tộc, nên tác giả Phỉ Ngã Tư Tồn hợp nhất để tiểu thuyết hóa tình tiết cho gay cấn, tuy nhiên điều đó không đúng trong sự thực lịch sử.

## Hậu cung bài tự
Căn cứ 《Khâm định đại thanh hội điển tắc lệ》cuốn 42, hậu phi bài vị trình tự ghi lại:
- Ôn Hi Quý phi
- Tuệ phi, Huệ phi, Nghi phi, Vinh phi, Bình phi, Lương phi, Tuyên phi, Thành phi, Thuận Ý Mật phi, Thuần Dụ Cần phi, Định phi.

## Văn hoá đại chúng
| Năm  | Tên phim                                                          | Diễn viên            | Nhân vật             |
| 1987 | Thanh cung Thập tam hoàng triều chi Khang Hi (滿清十三皇朝之康熙) | Mã Bảo Chuyên 馬寶顓 | Vệ Thiền (衛嬋)      |
| 2006 | Thanh thiên nha môn (青天衙门)                                    | Tần Lam 秦嵐         | Lương phi            |
| 2011 | Bộ bộ kinh tâm (步步驚心)                                         | Lưu Khiết 劉潔       | Lương phi            |
| 2012 | Cung tỏa tâm ngọc (宫鎖心玉)                                      | Thiệu Mỹ Kỳ 邵美琪   | Lương phi            |
| 2016 | Tịch mịch không đình xuân dục vãn (寂寞空庭春欲晚)                | Trịnh Sảng 郑爽      | Vệ Lâm Lang (衛琳瑯) |